# Parafia św. Katarzyny Aleksandryjskiej w Grodzisku
Parafia Świętej Katarzyny Aleksandryjskiej w Grodzisku – parafia rzymskokatolicka, znajdująca się w diecezji opolskiej, w dekanacie Strzelce Opolskie.